# Pieve di San Giovanni Battista (San Giovanni Valdarno)

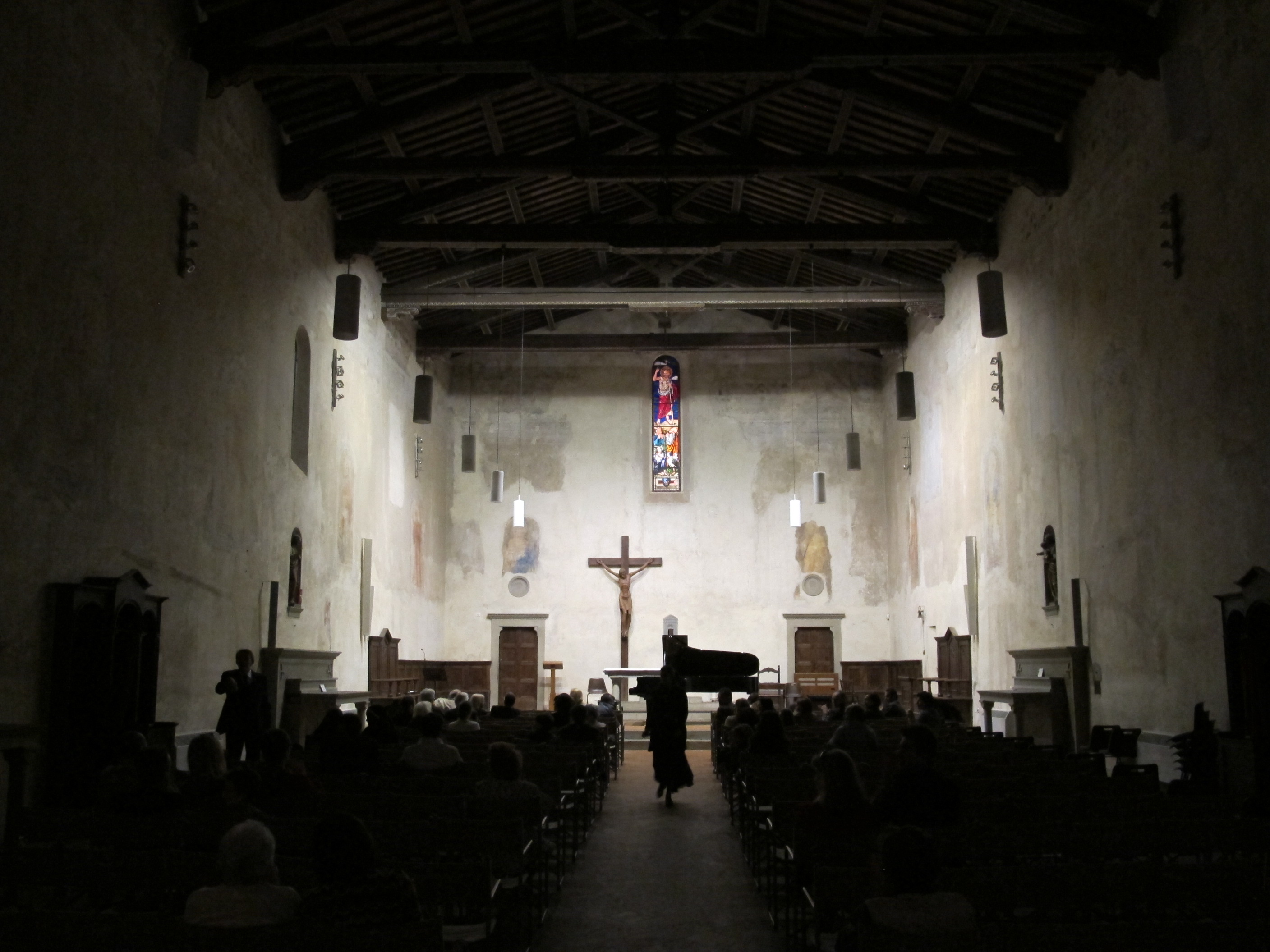
Interno

La pieve di San Giovanni Battista è un edificio sacro che si trova in piazza Cavour, a San Giovanni Valdarno.

## Storia e descrizione
La chiesa fu eretta nel 1312, nel contesto dello sviluppo della nuova terra murata fiorentina, e divenne chiesa battesimale già nel Quattrocento, anche se rimase entro il piviere di Cavriglia sino al XVII secolo. 
La semplice facciata, conclusa da timpano, è introdotta da un portico a tre arcate, rialzato su gradini. Nell'atrio, una lapide del 1662 ricorda il cardinale Giovanni de' Medici, poi papa Leone X, che assunse il rettorato della chiesa dal 1495 al 1502. 
Più volte rimaneggiata nel corso dei secoli, l'interno si presenta spoglio, ad unica navata rettangolare con soffitto a capriate lignee, con qualche resto di affresco. Conservava il trittico di Mariotto di Nardo raffigurante la Trinità fra Santi, attualmente nel Museo della basilica di Santa Maria delle Grazie.